# La Torre d’en Doménec
La Torre d’en Doménec (spanisch Torre Endomenech) ist eine Gemeinde (municipio) mit 182 Einwohnern (Stand: 2024) in der Provinz Castellón der Autonomen Gemeinschaft Valencia in Spanien. 

## Geografie
La Torre d’en Doménec liegt etwa 35 Kilometer nordnordöstlich von der Provinzhauptstadt Castellón de la Plana in einer Höhe von ca. 320 m in der Comarca Plana Alta nahe der Mittelmeerküste (Costa Azahar). 

## Bevölkerungsentwicklung
| Jahr      | 1970 | 1981 | 1991 | 2001 | 2011 | 2021 |
| Einwohner | 404  | 343  | 288  | 229  | 241  | 157  |

## Sehenswürdigkeiten

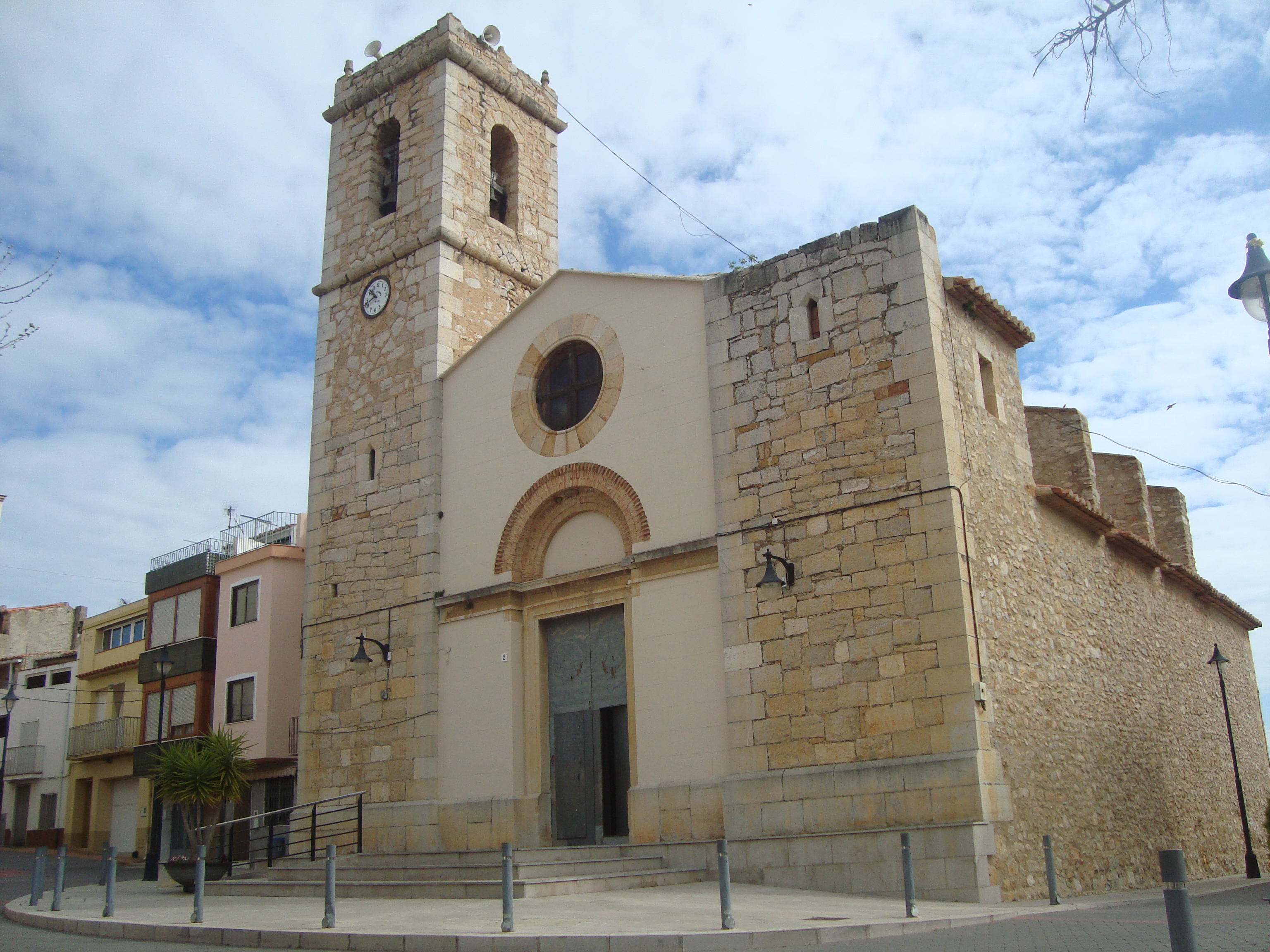
Quiterienkirche
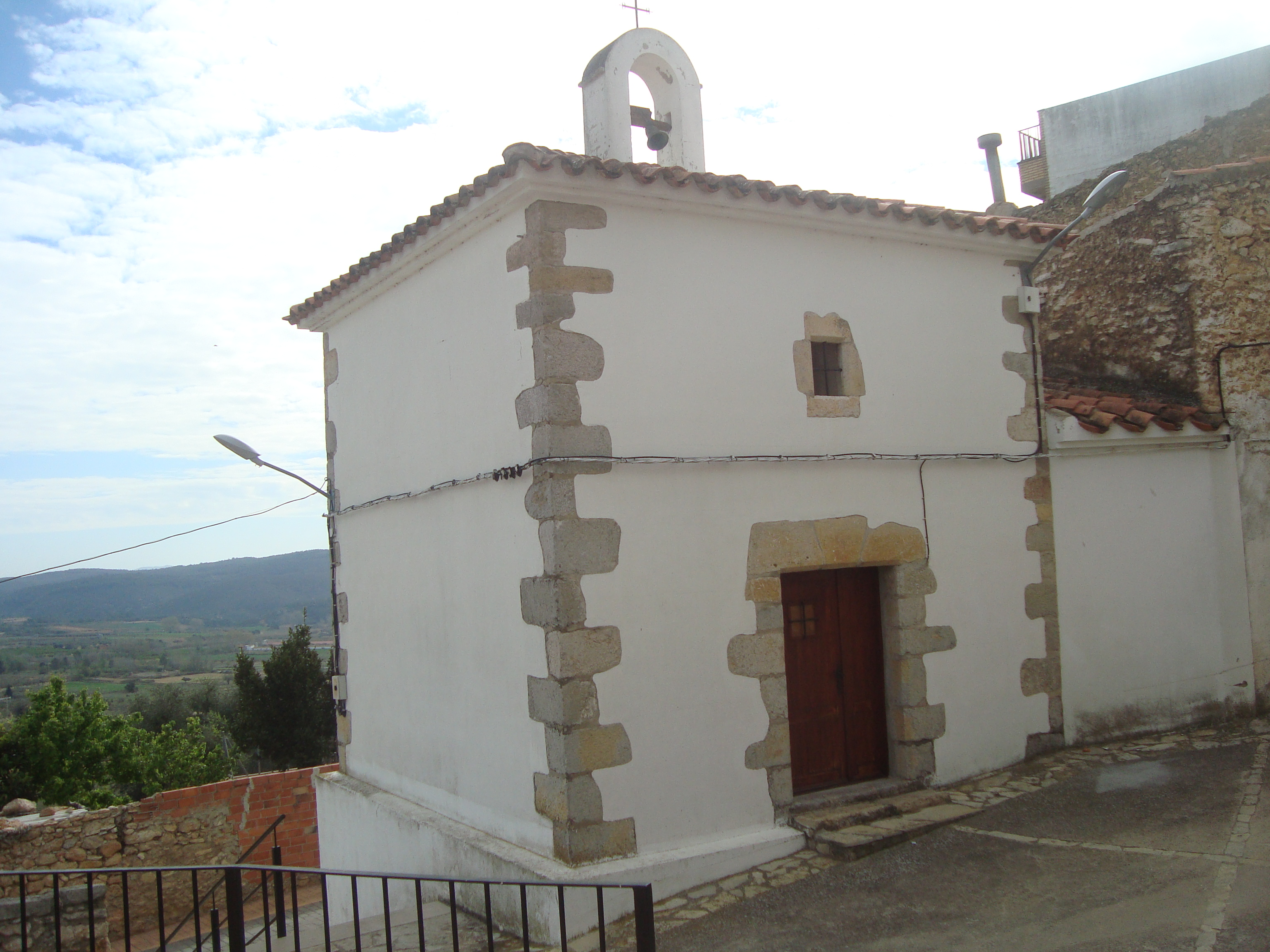
Marienkapelle
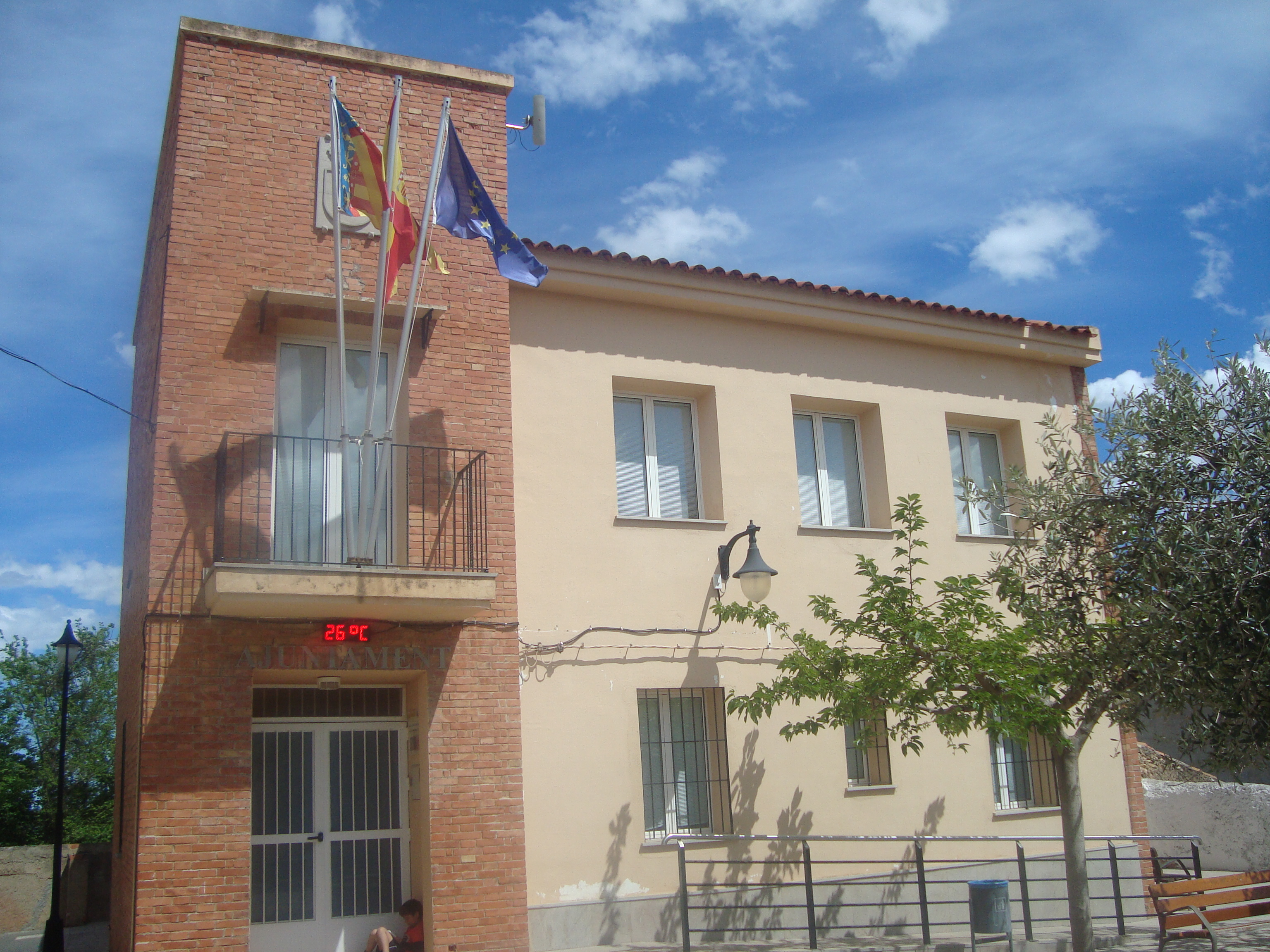
Rathaus

- Quiterienkirche
- Marienkapelle
- Rathaus